# 勻斑裸胸鱔
勻斑裸胸鱔，又稱雷福氏裸胸鯙、錢鰻、薯鰻、虎鰻，為輻鰭魚綱鰻鱺目鯙亞目鯙科的其中一種，分布於西北太平洋區，從日本琉球群島至南海海域，體長可達60公分，為底棲性魚類，屬肉食性，生活習性不明。

## 擴展閱讀
維基物種上的相關：勻斑裸胸鱔